# Младиново
Млади́ново (болг. Младиново) — село в Хасковській області Болгарії. Входить до складу общини Свиленград.

## Населення
За даними перепису населення 2011 року у селі проживали 317 осіб.
Національний склад населення села:
| Національність   | Кількість осіб | Відсоток |
| ---------------- | -------------- | -------- |
| болгари          | 202            | 65,2%    |
| турки            | 58             | 18,7%    |
| цигани           | 46             | 14,8%    |
| Всього відповіли | 310            |          |

Розподіл населення за віком у 2011 році:
Динаміка населення: